# Эрлиган

Приблизительный ареал культуры

Культура Эрлиган (二里岗文化, Erligang) — археологическая культура, существовавшая в бронзовом веке (1600—1400 гг. до н. э.) на территории Китая. Типовым памятником является открытый в 1951 г. Эрлиган, расположенный в восточной части современного города Чжэнчжоу в провинции Хэнань.

По мнению многих китайских археологов, на месте современного города Чжэнчжоу находилась столица раннего государства династии Шан, и таким образом, приравнивают культуру Эрлиган к раннему этапу Шан. Большинство западных исследователей, однако, воздерживаются от столь смелых утверждений, поскольку, в отличие от более позднего поселения Аньян, в Эрлигане не обнаружено письменных документов, что не позволяет связать археологические находки с письменной историей. 

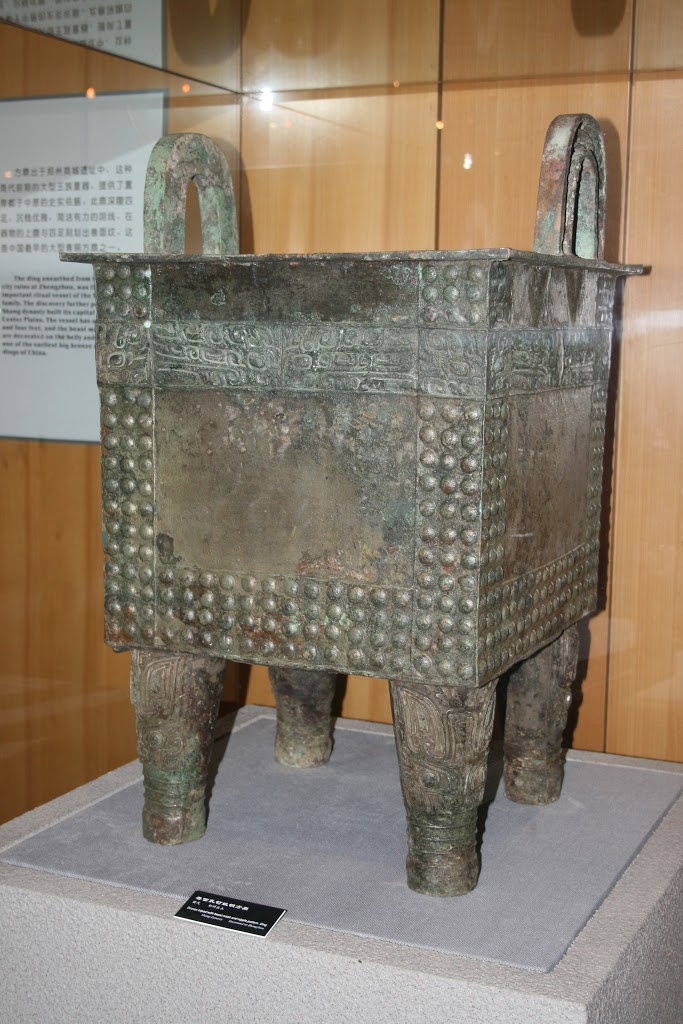
Бронзовый дин из Чжэнчжоу

Город был обнесён крупной стеной периметром около 7 км. За пределами городских стен располагались крупные мастерские, в том числе по обработке кости, гончарная, две мастерских по изготовлению бронзовых сосудов. Современный город Эрлиган располагается поверх города эрлиганской культуры, что делает невозможным археологические раскопки. Таким образом, большая часть информации по данной культуре происходит из других археологических памятников.
Центром культуры Эрлиган была долина реки Хуанхэ. Это была первая археологическая культура древнего Китая, где широко распространились изделия из литой бронзы. Уже на раннем этапе культура быстро распространилась на большую территорию, достигнув реки Янцзы, как показывает крупный археологический памятник Панлунчэн в провинции Хубэй. Поскольку Чжэнчжоу не имел доступа к местным ресурсам для производства бронзы, такие аванпосты, как Панлунчэн, вероятно, служили для обеспечения доступа к удалённым ресурсам металлов. Постепенно, после раннего расцвета, культура медленно приходит в упадок.
Стиль бронзовых изделий культуры Эрлиган являлся прямым продолжением стиля и технологий аналогичных изделий культуры Эрлитоу, однако при культуре Эрлиган стиль бронзовых сосудов стал более однообразным, а сами сосуды получили гораздо более широкое распространение.